# Meinrad van Einsiedeln
De heilige Meinrad van Einsiedeln, of  Meginrat (bij Rottenburg am Neckar, ca. 797 – Einsiedeln, 21 januari 861) was een Duitse geestelijke.
Meinrad zou een telg zijn van de adellijke Hohenzollern-familie. Hij werd opgevoed en geprofest als monnik bij de benedictijnen en tot priester gewijd op het eiland Reichenau. Meinrad werd leraar in Zürich, maar trok zich rond 829 terug in het Zwarte Woud om als kluizenaar te leven. Naarmate zijn faam van heiligheid en wijsheid zich verspreidde, kwamen er vele bezoekers en volgelingen. Hij stichtte daarom in 836 een kluizenarij voor zichzelf, op de helling van de berg Etzel in het huidige Schwyz; al tijdens zijn leven werd dat een bedevaartsoord, Einsiedeln genoemd, naar het Duitse woord voor kluizenaar, 'Einsiedler'. Meinrad beschikte namelijk over een wonderdadig Mariabeeldje, hem geschonken door abdis Hildegard van Zürich. 
Volgens de legende ontving hij op 21 januari 861 twee zwervers en gaf hen voedsel en onderdak. Het waren echter dieven die het op de kist met giften van de vrome pelgrims voorzien hadden. Zij sloegen Meinrad dood, maar twee raven zouden diens lijk beschermd hebben en de booswichten voor het gerecht gebracht hebben. Door de heer van het gebied, graaf Adalbert, werden zij veroordeeld tot de brandstapel. Meinrad wordt daarom afgebeeld met twee raven als attribuut. Zijn feestdag is op 21 januari. Meinrad is de beschermheilige van Einsiedeln, van de gastvrijheid en van Zwaben.